# Fos-sur-Mer
Fos-sur-Mer város Franciaország déli részén, Bouches-du-Rhône megyében, Provence-Alpes-Côte d’Azur régióban.

## Fekvés
Fos-sur-Mer Marseille-től 50 km-re északnyugatra, a Rhône és az Étang de Berre között  fekszik. A település mintegy 6 kilométer hosszú homokos stranddal rendelkezik.

## Történelme
Az őskor óta lakott vidéken Fos-sur-Mer a IV. században kerül először említésre a Tabula Peutingeriana névre elkeresztelt római térképen, mint a közeli Arles kikötője, Fossae Marianae néven. Habár a római kori település pontos helye vitatott, a történészek innen eredeztetik Fos-sur-Mer későbbi elnevezését. A középkorban hagyományosan a környék urainak központja volt, első említése ebből a korból 923-ban volt egy templomösszeírásból. 989-ben szerzetesek költöztek a településre.

## Bibliográfia
- Max Escalon de Fonton: Les habitats épipaléolithiques du Mourre-Poussiou, à Fos-sur-Mer (Bouches-du-Rhône) 1. Etude archéologique, Gallia Préhistoire, tome 27, I, 1984, (67-80. oldal)
- Louis Monguilan, Eugène Bonifay, Patrick Grandjean, Robert Lequement et Bernard Liou, Dans le golfe de Fos, une nécropole sous la mer (Archéologia n° 110, 1977. szeptember, 59-65. oldal)
- Philippe Racinet, « Une implantation clunisienne négligée sur la côte provençale : l'abbaye de Saint-Gervais de Fos », dans Maisons de Dieu et hommes d'Église, Centre Européen de Recherches sur les Congrégations et Ordres Religieux (CERCOR), (Publications de l'Université de Saint-Étienne, 1992, 61-72. oldal)
- Paul Turc, Hyères et les seigneurs de Fos, Centre Archéologique du Var/Société Hyéroise d'Histoire et d'Archéologie/Mémoire à lire. (Territoire à l'écoute, Toulon-Hyères, 2003, 144. oldal)